# Älgarna demonstrerar
Älgarna demonstrerar är en sång skriven av James Hollingworth och Karin Liungman, utgiven av gruppen James & Karin 1974 på albumet Barnlåtar. Sången handlar om att älgarna som bor i skogen vill ha lugn och ro, och har fått nog.
Sången är en av de mer välkända från albumet Barnlåtar.

## Medverkande
- James Hollingworth och Karin Liungman - sång, gitarr, autoharp, knäppmoj, munspel, kazoo, flöjt, bendir, nagelfil och tandborste.
- Mike Watson - bas
- Roger Palm - trummor
- Lasse Gustavsson och Peter Olsson - tekniker
- "Olle" och "Calle" - älgimitationer